# Alphonse de Chavanges
Alphonse de Bourlon, dit le baron Alphonse de Chavanges (Paris, 4 juin 1791 - Paris, 20 septembre 1831), est un militaire et auteur dramatique français.

## Biographie
Beau-frère et aide-de-camp du maréchal Augereau, colonel et chef de bataillon, ses pièces ont été représentées sur les plus grandes scènes parisiennes du XIXe siècle : Théâtre de la Porte-Saint-Martin, Théâtre de l'Ambigu-Comique, Théâtre du Vaudeville, etc.
Il est enterré au cimetière du Père-Lachaise (59e division,,).

## Œuvres
- L'Avocat et le Médecin, comédie en 1 acte, avec Armand-François Jouslin de La Salle, 1824
- La Famille du charlatan, folie-vaudeville en 1 acte, avec Jouslin de La Salle et Maurice Alhoy, 1824
- Le Colonel des hussards, mélodrame en trois actes, avec Constant Ménissier, 1824
- Jane-Shore, mélodrame en trois actes, avec Jouslin de La Salle, 1824
- Le Passeport, comédie-vaudeville en 1 acte, avec Ménissier et Ernest Renaud, 1824
- Le Docteur d'Altona, mélodrame en 3 actes et à spectacle, avec Hyacinthe Decomberousse et Auguste Maillard, 1825
- Le Vieil Artiste ou la Séduction, mélodrame en trois actes, avec Frédérick Lemaître, 1826
- L'Art de se présenter dans le monde, ou Miroir de l'homme de bonne compagnie, avec Chollet, 1828
- L'Amour raisonnable, comédie en 1 acte et en prose, 1829
- Lequel des deux ?, comédie en 1 acte, avec Chollet, 1829
- Le Souvenir, comédie en un acte, 1830
- Une fille d'Eve, comédie-vaudeville en un acte, avec Philippe Dumanoir et Camille Pillet, post., 1834
- Le Poltron, comédie-vaudeville en un acte, avec Jean-François-Alfred Bayard, post., 1835

## Distinction
- Chevalier de la Légion d'honneur (décret du 22 décembre 1809)[5],[6]